# Elfriede Gerstl
Elfriede Gerstl (Wenen, 16 juni 1932 – aldaar, 9 april 2009) was een  Oostenrijks schrijfster.
Gerstl leefde als joodse in de nazitijd ondergedoken in Wenen. Na de Tweede Wereldoorlog studeerde zij geneeskunde en psychologie aan de universiteit van Wenen. Sinds 1955 begon zij te publiceren in literaire tijdschriften. Van 1963 tot 1971 woonde zij geregeld voor langere perioden in Berlijn. De feministe Gerstl publiceerde zowel gedichten als romans en verhalen, als jeugdboeken, hoorspelen en essays.

## Werken
- Gesellschaftsspiele mit mir, gedichten en verhalen, Kulturamt der Stadt Linz 1962
- Berechtige Fragen, hoorspelen, Edition Literaturproduzenten, Wenen 1973
- Spielräume, roman, 1977,  Literaturverlag Droschl, Graz 1993
- Narren und Funktionäre, essays, Wenen 1980
- Wiener Mischung, gedichten en verhalen, Literaturverlag Droschl, linz – Graz 1982
- eine frau ist eine frau ist eine frau … autorinnen über autorinnen,  Wenen 1985
- Vor der Ankunft, reisgedichten, viertalige uitgave, Duits-Engels-Frans -Italiaans, Freibord-Verlag Sonderreihe, Wenen 1988
- Ablagerungen, antologie,  uitg.  met Herbert J. Wimmer, ,Literaturverlag Droschl, Graz 1989
- Unter einem Hut, gedichten  en essays, Deuticke Verlag, Wenen 1993
- Kleiderflug – Texte Textilien Wohnen; met foto's van Herbert J. Wimmer: „alfabet des wohnens“, Edition Splitter, Wenen 1995, 2007
- Die fliegende Frieda, jeugdboek met illustraties van  Angelika Kaufmann, Edition Splitter, Wenen 1998
- Alle Tage Gedichte – Schaustücke, Hörstücke – plus Mini-Buch: hin & her & hin, Deuticke Verlag, Wenen, september 1999
- Neue Wiener Mischung, gedichten en verhalen, Graz 2001
- Elfriede Gerstl & Herbert J. Wimmer LOGO(S) – ein schachtelbuch, vijftig tekst-ansichtkaarten, Literaturverlag Droschl, Graz 2004
- Mein papierener Garten, gedichten, Literaturverlag Droschl, Graz 2006
- kleiderflug – schreiben sammeln lebensräume; met foto's van Herbert J. Wimmer: „alfabet des wohnens“, Edition Splitter, Wenen 2007.